# Амальтео
Амальтео (итал. Amalteo) — семейство итальянских литераторов XVI века из Фриули, писавших на латинском языке:
- Джеронимо Амальтео (Geronimo Amalteo, ум. 1574) — самый известный из братьев; его произведения хвалили Нисерон, Морери, Муратори. Последний особенно восхищался одной эпиграммой Джеронимо, переведённой на многие языки.[1]

- Джамбаттиста Амальтео (Giambattista Amalteo, ум. 1573) — сопровождал венецианское посольство в Англию в 1554 году, и был секретарём папы Пия IV на Тридентском соборе;

- Корнелио Амальтео (Cornelio Amalteo, 1530—1603) — учёный, был секретарём в Дубровницкой республике.

Сочинения Джеронимо и его братьев были собраны Тоскано (Joannes Matthaeus Toscanus) в его издании «Carmina illustrium poetarum italorum» (Париж, 1576) и Алеандри, зятем Джеронимо, в «Fratrum Amaltheorum carmina» (Венеция, 1627); выходили также амстердамские издания 1684 и 1718 гг., и вместе с латинскими стихотворениями Саннадзаро, 1728.
К семейству Амальтео принадлежали также:
- Амальтео, Помпоний (1505—1588) — венецианский живописец, глава школы, существовавшей с 1530 года в его родном городе Сан-Вито во Фриуле. Учился у Порденоне. Его лучшие произведения относятся к 1534—1538 гг. В 1536 году закончил три картины для украшения зала трибунала в Ченеде (it:Ceneda): «Суд Соломона», «Решение Даниила» и «Приговор Траяна». Вазари и Ридольфи (Carlo Ridolfi) хвалили ещё пять картин из римской истории в залах нотариата в Беллуно и «Св. Франциска» в одноимённой церкви в Удине. Лучшим учеником Помпонио был его брат Джироламо, умерший молодым.[1]

- Антонио Бозелло, дочь Помпонио — Квинтилия, её муж Джузеппе Моретто, муж другой сестры — Себастиано-Секканте, и его брат Джироламо составляли школу подражателей Помпония Амальтео[1].